# Streptostyla wani
Streptostyla wani é uma espécie de gastrópode  da família Oleacinidae.
É endémica de Nicarágua.